# Clément Sordet
Clément Sordet (22 oktober 1992) is een Franse golfer.
Clément is de zoon van Pascal en Isabellan, zijn ouders wonen in Charbonnières.  In 2009 won hij de Coup Ganay met twee slagen voorsprong op Romain Wattel.
Sinds najaar 2011 studeert hij in Texas, waar hij college golf speelt. Bij het South Beach International Amateur in Florida eindigde hij op de 2de plaats achter Kelly Kraft, die al het US Amateur had gewonnen en na de Masters van 2012 professional werd.
In 2013 mocht Clément voor het eerst als amateur meedoen aan een toernooi van de Europese Challenge Tour. Hij kwalificeerde zich voor het weekend van de Le Vaudreuil Golf Challenge.

## Gewonnen
Frankrijk
- 2009: Coup Ganay
- 2011: Open Allianz Tour Mirabelle d'Or (-15)

## Teams
- 2010: Interland vs Engeland, Europees Landen Team Kampioenschap in Turkije
- 2011: Interland vs Zuid-Afrika